# Trăsătură (în biologie și genetică)
În biologie, o trăsătură, sau caracter fenotipic, este orice caracter (sau atribut) al unui organism, măsurat sau cuantificat într-un anumit mod. De exemplu, culoarea ochilor e o trăsătură biologică.
În genetică, prin trăsătură se înțelege însă o variantă distinctă a unui caracter fenotipic. De exemplu, culorile căprui, albastru sau verde pentru ochi sunt trăsături genetice. Trăsăturile unui organism pot fi moștenite, determinate ambiental, sau și una și alta.